# Halterofilismo nos Jogos Olímpicos de Verão de 2016 - Mais de 75 kg feminino

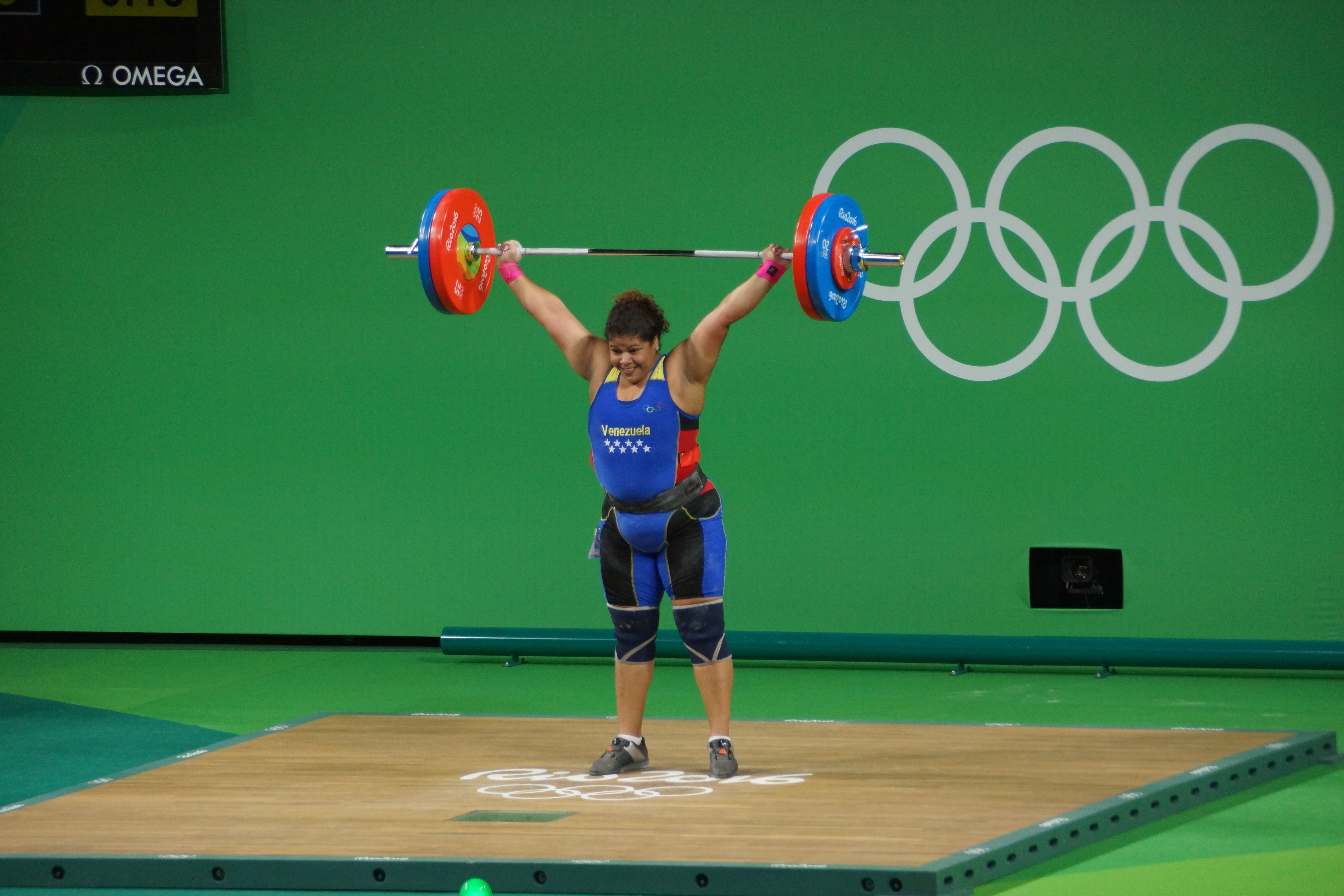
A venezuelana Yaniuska Espinosa foi a melhor do grupo B e finalizou na sétima posição.

A competição da categoria mais de 75 kg feminino do halterofilismo nos Jogos Olímpicos de Verão de 2016 foi realizada no dia 14 de agosto no Pavilhão 2 da Riocentro.

## Calendário
Horário local (UTC-3)
| Dia          | Horário | Fase    |
| ------------ | ------- | ------- |
| 14 de agosto | 15:30   | Grupo B |
| 14 de agosto | 19:00   | Grupo A |

## Recordes
Antes desta competição, os recordes mundiais e olímpicos da prova eram os seguintes:
| Recorde mundial  | Arranque  | RUS Tatiana Kachirina | 155 kg | Almaty, Cazaquistão   | 16 de novembro de 2014 |
| Recorde mundial  | Arremesso | RUS Tatiana Kachirina | 193 kg | Almaty, Cazaquistão   | 16 de novembro de 2014 |
| Recorde mundial  | Total     | RUS Tatiana Kachirina | 348 kg | Almaty, Cazaquistão   | 16 de novembro de 2014 |
| Recorde olímpico | Arranque  | RUS Tatiana Kachirina | 151 kg | Londres, Grã Bretanha | 5 de agosto de 2012    |
| Recorde olímpico | Arremesso | CHN Zhou Lulu         | 187 kg | Londres, Grã Bretanha | 5 de agosto de 2012    |
| Recorde olímpico | Total     | CHN Zhou Lulu         | 333 kg | Londres, Grã Bretanha | 5 de agosto de 2012    |

## Medalhistas
| Ouro   | CHN Meng Suping   |
| Prata  | PRK Kim Kuk-hyang |
| Bronze | USA Sarah Robles  |

## Resultados
Participaram do evento 16 halterofilistas.
| Pos.              | Halterofilista         | Grupo | Peso corporal | Arranque (kg) | Arranque (kg) | Arranque (kg) | Arranque (kg) | Arresesso (kg) | Arresesso (kg) | Arresesso (kg) | Arresesso (kg) | Total |
| Pos.              | Halterofilista         | Grupo | Peso corporal | 1             | 2             | 3             | Resultado     | 1              | 2              | 3              | Resultado      | Total |
| ----------------- | ---------------------- | ----- | ------------- | ------------- | ------------- | ------------- | ------------- | -------------- | -------------- | -------------- | -------------- | ----- |
| Medalha de ouro   | CHN Meng Suping        | A     | 120.27        | 125           | 125           | 130           | 130           | 175            | 175            | 177            | 177            | 307   |
| Medalha de prata  | PRK Kim Kuk-hyang      | A     | 100.43        | 123           | 127           | 131           | 131           | 162            | 170            | 175            | 175            | 306   |
| Medalha de bronze | USA Sarah Robles       | A     | 143.30        | 118           | 122           | 126           | 126           | 151            | 155            | 160            | 160            | 286   |
| 4                 | EGY Shaimaa Khalaf     | A     | 123.75        | 117           | 121           | 121           | 117           | 155            | 161            | 169            | 161            | 278   |
| 5                 | KOR Lee Hui-sol        | A     | 119.49        | 119           | 122           | 126           | 122           | 153            | 159            | 159            | 153            | 275   |
| 6                 | KOR Son Young-hee      | A     | 109.58        | 115           | 118           | 121           | 118           | 155            | 162            | 166            | 155            | 273   |
| 7                 | VEN Yaniuska Espinosa  | B     | 114.08        | 115           | 119           | 121           | 121           | 145            | 149            | 152            | 152            | 273   |
| 8                 | ROU Andreea Aanei      | A     | 120.01        | 119           | 119           | 120           | 120           | 145            | 154            | 154            | 145            | 265   |
| 9                 | NGR Mariam Usman       | A     | 122.39        | 115           | 120           | 120           | 115           | 145            | 150            | 152            | 150            | 265   |
| 10                | UKR Anastasiya Lysenko | B     | 100.97        | 117           | 117           | 117           | 117           | 146            | 146            | 156            | 146            | 263   |
| 11                | TUN Yosra Dhieb        | B     | 120.06        | 106           | 106           | 111           | 111           | 133            | 138            | 141            | 138            | 249   |
| 12                | GEO Anastasiia Hotfrid | B     | 86.98         | 110           | 113           | 115           | 113           | 130            | 135            | 135            | 135            | 248   |
| 13                | NZL Tracey Lambrechs   | B     | 106.54        | 98            | 98            | 101           | 98            | 133            | 133            | 139            | 133            | 231   |
| 14                | COK Luisa Peters       | B     | 100.27        | 95            | 100           | 100           | 100           | 119            | 124            | 126            | 124            | 224   |
| 15                | ALG Bouchra Hirech     | B     | 80.35         | 83            | 87            | 90            | 87            | 105            | 108            | 108            | 105            | 192   |
| –                 | VEN Naryury Pérez      | B     | 99.91         | 110           | 115           | 117           | 117           | 145            | 145            | 145            | DNF            | DNF   |

Legenda
| Recorde mundial      | Recorde mundial (World record)               |                       | Recorde africano                      | Recorde africano (African) |                                           | Q | Classificado por posição (Qualified) |
| Recorde olímpico     | Recorde olímpico (Olympic record)            | Recorde da América    | Recorde da América (Americas)         | q                          | Classificado por melhor tempo (Qualified) |   |                                      |
| Melhor marca do ano  | Melhor marca do ano (World leading)          | Recorde asiático      | Recorde asiático (Asian)              | DNS                        | Não largou (Did not start)                |   |                                      |
| Recorde nacional     | Recorde nacional (National record)           | Recorde europeu       | Recorde europeu (European)            | DNF                        | Não terminou (Did not finish)             |   |                                      |
| Recorde pessoal      | Recorde pessoal do atleta (Personal best)    | Recorde da Oceania    | Recorde da Oceania (Oceania)          | DSQ / DQ                   | Desclassificado (Disqualified)            |   |                                      |
| Recorde da temporada | Recorde da temporada do atleta (Season best) | Recorde sul-americano | Recorde sul-americano (South America) | NM                         | Sem marca (No mark)                       |   |                                      |